# ریاض المالکی
ریاض المالکی (عربی: رياض المالكي؛ زادهٔ ۳۱ مهٔ ۱۹۵۵) یک سیاستمدار فلسطینی و وزیر سابق اطلاعات، سخنگوی دولت و وزیر امور خارجه تشکیلات خودگردان فلسطین است. وی همچنین در دولت فعلی نیز به‌عنوان وزیر امور خارجه فعالیت می‌کند.